# Micpe Awiw
Micpe Awiw (hebr. מצפה אבי"ב; ang. Mitzpe Aviv) – wieś komunalna położona w Samorządzie Regionu Misgaw, w Dystrykcie Północnym, w Izraelu.

## Położenie
Micpe Awiw jest położona na wysokości 134 metrów n.p.m. w środkowej części Zachodniej Galilei. Leży na szczycie wzgórza u podnóża położonych na wschodzie wyższych wzniesień Dolnej Galilei. Na północnym wschodzie wznosi się góra Har Szechanija (456 m n.p.m.), z której spływa przepływający na wschód od wsi strumień Szechanija. Łączy się on na południu ze strumieniem Evlajim. Na wschodzie jest pasmo górskie Gór Jatwat (ok. 500 m n.p.m.) rozdzielające położoną na północy Dolinę Sachnin od położonej na południu Doliny Bejt Netofa. Okoliczne wzgórza są zalesione. Teren opada w kierunku zachodnim na równinę przybrzeżną Izraela. W otoczeniu wsi Micpe Awiw znajdują się miasta Tamra i Kirjat Bialik, miejscowości Kaukab Abu al-Hidża, Bir al-Maksur i I’billin, kibuc Afek, wioski komunalna Manof, Szechanija, Koranit i Moreszet, oraz arabska wieś Dumajda.

### Podział administracyjny
Micpe Awiw jest położona w Samorządzie Regionu Misgaw, w Poddystrykcie Akka, w Dystrykcie Północnym Izraela.

## Demografia
Stałymi mieszkańcami wsi są wyłącznie Żydzi. Tutejsza populacja jest świecka:

Źródło danych: Central Bureau of Statistics.

## Historia
Osada została założona w 1981 roku w ramach rządowego projektu Perspektywy Galilei, którego celem było wzmocnienie pozycji demograficznej społeczności żydowskiej na północy kraju. Założyciele początkowo mieszkali w prowizorycznych przyczepach kempingowych. Dopiero od kwietnia 1990 roku rozpoczęto budowę normalnych domów mieszkalnych. Istnieją plany rozbudowy wsi. Wieś nazwano na cześć geografa Abrahama Jakuba Brawera. W listopadzie 2009 roku rada wioski nałożyła na mieszkańców wsi warunek umożliwiający zamieszkanie w Micpe Awiw – są to posiadanie narodowości żydowskiej oraz popieranie wartości Syjonizmu.

## Edukacja
Wieś utrzymuje przedszkole. Starsze dzieci są dowożone do szkoły podstawowej we wsi Gilon.

## Kultura i sport
We wsi jest ośrodek kultury z biblioteką. Z obiektów sportowych jest basen pływacki, zespół boisk sportowych oraz siłownia.

## Infrastruktura
We wsi jest przychodnia zdrowia, sklep wielobranżowy oraz warsztat mechaniczny.

## Gospodarka
Lokalna gospodarka opiera się na działalności usługowej. Część mieszkańców dojeżdża do pracy poza wsią.

## Transport
Z wsi wyjeżdża się na wschód na drogę nr 781, którą jadąc dalej na wschód dojeżdża się do skrzyżowania z drogą nr 784 między wsią Moreszet i miejscowością Kaukab Abu al-Hidża. Natomiast jadąc drogą nr 784 na południowy zachód dojeżdża się do miejscowości I’billin i dalej do skrzyżowania z drogą ekspresową nr 70 przy mieście Szefaram.